# Álvaro Veiga de Oliveira
Álvaro Augusto Veiga de Oliveira (São João da Pesqueira, São João da Pesqueira, 25 de janeiro de 1929 — Lisboa 24 de agosto de 2006), conhecido por Álvaro Veiga de Oliveira ou apenas Veiga de Oliveira, foi um engenheiro civil português. 

## Biografia
Estudou no Liceu Diogo Cão em Sá da Bandeira, Angola. Diplomou-se em engenharia civil pela Faculdade de Engenharia da Universidade do Porto em 1952, tendo iniciado a sua atividade colaborando no cálculo das estruturas de apoio e da cúpula do Palácio de Cristal, ainda como estudante dos 5.º e 6.º anos da FEUP.
Foi de 1953 a 1955, Diretor Fabril e autor dos projetos de uma Fábrica de Postes de Betão e Betão Pré-esforçado, em Alverca. Engenheiro da Direção-Geral dos Edifícios e Monumentos Nacionais, entre 1955 e 1957, integrou o Gabinete de Projetos da FERCA, em Lisboa,  entre 1970 e 1974, e foi cofundador, gerente e diretor da BETAR, de 1973 a 1974 e de 1984 a 1996.
Como engenheiro civil trabalhou, entre outros, com os arquitetos Ruy D'athouguia, Cândido Palma de Melo, Manuel Tainha e Jorge Ferreira Chaves.

### Atividade política
Ainda estudante, chegou à vida política ativa, em 1949, participando na campanha eleitoral de Norton de Matos. Participou no MUD juvenil e na campanha para a eleição do General Humberto Delgado a Presidente da República em 1958.
Entrou formalmente para o PCP em 1954, tendo passado à clandestinidade em 1958.
Entre 1958 e 1964 exerceu como profissional liberal no Brasil, participando na campanha internacional contra a ditadura. Publicou regularmente no mensário “Portugal Democrático”.
Foi detido pela PIDE em 20 de dezembro de 1965  sofrendo 37 dias de tortura do sono. Foi colocado em liberdade condicional em junho de 1970 tendo retomado a sua atividade profissional até à revolução.
Após a revolução de 25 de Abril de 1974, foi eleito para Assembleia Constituinte, não chegando a tomar o seu lugar para fazer parte do IV Governo Provisório como Ministro dos Transportes e Comunicações. Não tendo feito parte do V Governo Provisório voltou a exercer cargos governativos no VI Governo Provisório, como Ministro do Equipamento Social de 19 de setembro de 1975 a 10 de fevereiro de 1976, e como Ministro das Obras Públicas de 10 de fevereiro de 1976 a 23 de julho de 1976.
Foi, posteriormente, deputado à Assembleia da República e vice-presidente do grupo parlamentar do PCP entre 1976 e 1984. Em dezembro de 1983, demitiu-se de membro do Comité Central do PCP e em 1989, desligou-se publicamente do Partido Comunista. Dez anos depois, em 1999, aderiu ao Partido Socialista.   
Em 1987, integrou o grupo de dissidentes comunistas conhecido como "grupo dos seis", com Vital Moreira, Silva Graça, Sousa Marques, Vítor Louro e Dulce Martins, que entregou ao então secretário-geral comunista Álvaro Cunhal um documento a defender mudanças internas no PCP.
Foi vereador da câmara de Cascais entre 1978 e 1983 e candidato a esta autarquia em 1982.

### Livros publicados
Em 1998 publica o livro "As Cercas" pela editora Quetzal (ISBN 972-564-362-3); "Burros sem Rabo", igualmente pela editora Quetzal no ano de 2000 (ISBN 972-564-441-7); e por fim, com prefácio de José Jorge Letria, em 2001 edita "Contos do Verosímil e do Transcendente", com a editora Hugin (ISBN 972-794-097-8)